# Спермацет

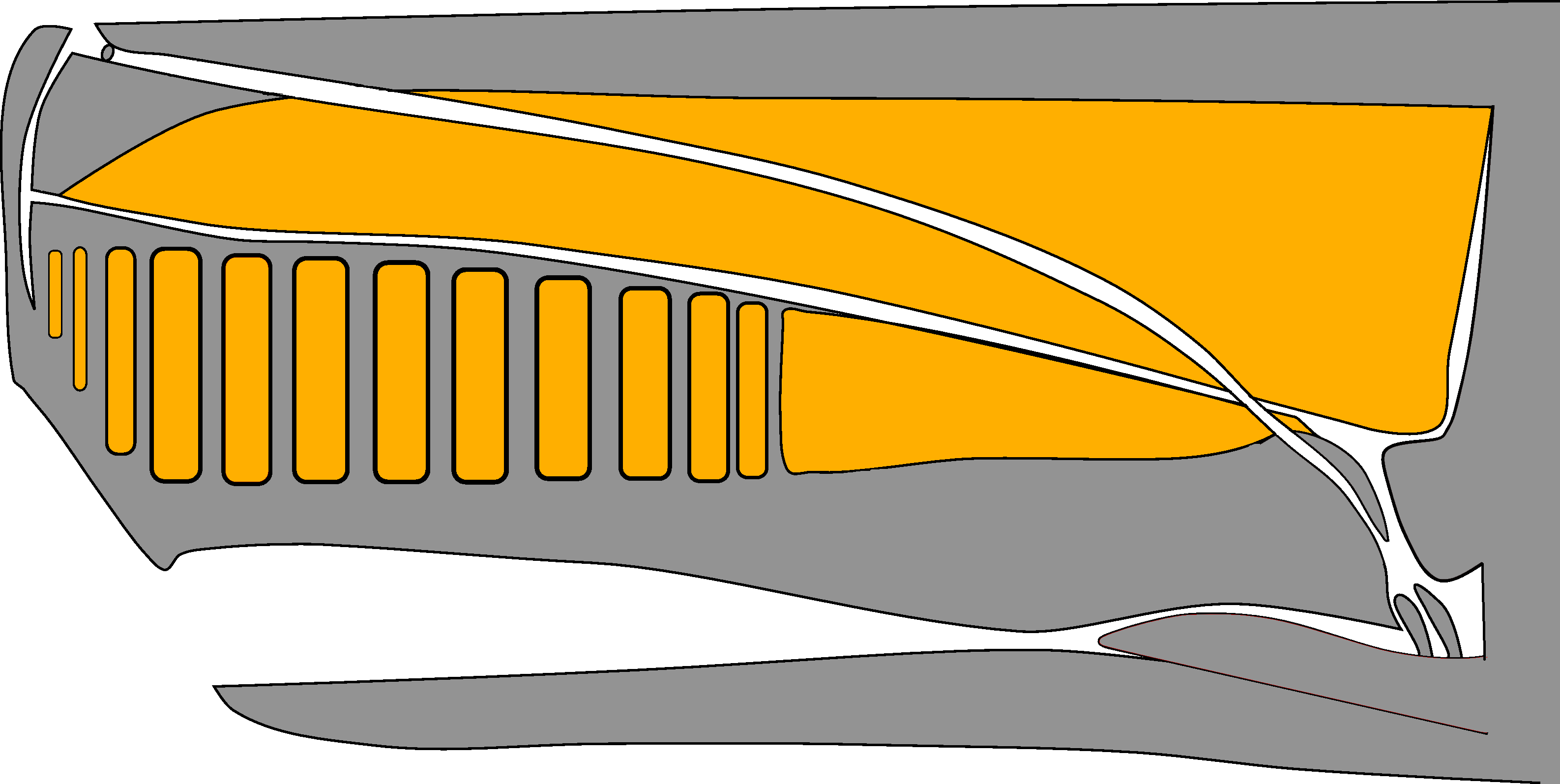
Спермацетовий мішок кашалота

Спермацет — біла жироподібна маса, яку продукують у великій кількості кашалоти, і якою наповнюються особливі порожнини в голові тварини (між бічними відростками гребеня на кістковому ложі черепа кашалота розташована так звана спермацетова «подушка», розділена на дві камери), а також тваринний віск деяких китоподібних. Спермацет міститься і в підшкірному жирі. Це тверда ламка маса від білого до кремового кольору. Призначення цієї речовини повністю не визначено, але відомо, що її накопичення допомагають кашалотам утримуватися на поверхні води. Добувається головним чином із голови кашалота або кита. Кит, який має довжину від 21 до 30 метрів і який важить 100000-125000 кілограмів, містить від 10000 до 20000 кілограмів спермацету. Таких же розмірів кашалот містить лише 5000-6500 кг.

## Етимологія

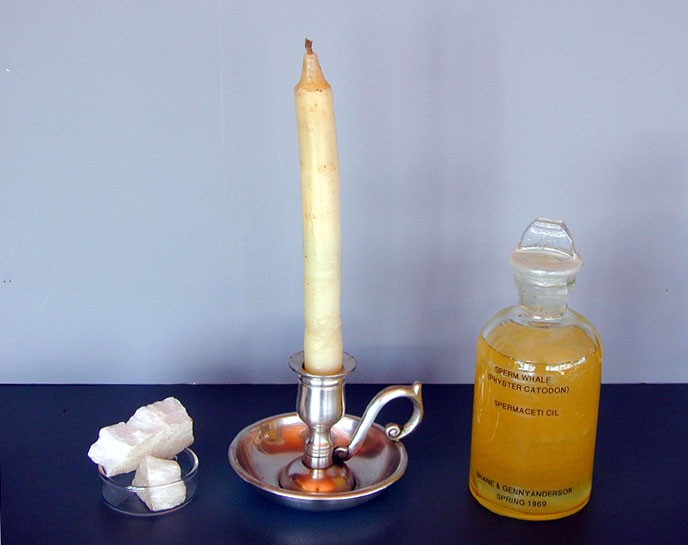
Свічка із спермацетового воску та спермацетова олія

Саме слово спермацет походить від грецького sperma (сім'я, сперма) та cetus (кит). За деякими джерелами, «sperm whale» отримав свою назву від китобоїв, які вірили, що описана жироподібна речовина — це сперма кашалота.

## Отримання
Добування спермацету просте. Його добувають із убитих тварин, упаковують в бочки, які доставляються на салотопильні станції; спермацету дають постояти до тих пір, поки почнеться ферментація (бродіння), почнеться прогіркання; після цього його перекладують у великі бочки з дірчатим дном: більша частина спермацету в рідкому вигляді протече крізь отвори; залишки переносять у котли і піддають розтоплюванню, як сало. Після цього спермацет піддають висвітлюванню. Нечистоти осідають на дні і їх ще раз виварюють у воді. На промислових заводах витоплювання спермацету проводиться за допомогою гарячої пари, що значною мірою покращує його якості.
Готовий для продажу китовий жир складається з спермацету із домішкою спермацетової олії.
Для отримання чистого спермацету китовий жир виварюють декілька раз в 5-6о поташного лугу, промивають кип'ячою водою і дають відстоятися; тоді рідка складова омиляється, а твердий спермацет випливає на поверхню. Отриманий таким чином спермацет очищують ще раз, фільтують і пресують. Він використовується головним чином для виробництва свічок.

## Хімічний склад. Фізико-хімічні властивості
Готовий продукт незначно прозорий і має перламутровий блиск, кристалічний, без запаху і смаку, легко кришиться. Основним компонентом спермацету є складний ефір цетилового спирту С16Н33ОН і пальмітинової кислоти (цетилпальмітат). Крім того, присутні вільні спирти — цетиловий, октадециловий і ейкозиловий.
| Питома густина за температури 15оС, кг/м3 | 851—855   |
| ----------------------------------------- | --------- |
| Температура плавлення, оС                 | 43-45     |
| Число омилення, мг КОН/г                  | 125-145   |
| Йодне число, г І2/100г                    | 4,1-5,6   |
| Неомилюваних ліпідів, %                   | 35,1-44,9 |

## Застосування
Спермацет використовується у виготовленні свічок, для миловаріння, у складі лікарських речовин.
Спермацет, як і ланолін та свинячий жир забезпечують глибше проникнення лікарських речовин у шкіру, через що широко використовується в дерматології.
Із спермацетового жиру або із жиру тулуба кашалота шляхом їх омилення з наступною дистиляцією спиртів під вакуумом отримують дистильований продукт — жирні спирти кашалотового жиру, які застосовуються при виготовленні мийних засобів, спеціальних препаратів фармацевтичної промисловості, для косметичних виробів і виготовлення емульгаторів.